# The Simpsons 20th Anniversary Special – In 3-D! On Ice!
The Simpsons 20th Anniversary Special – In 3-D! On Ice! es un documental de comedia especial que examina el "fenómeno cultural" de la serie animada de televisión estadounidense The Simpsons. la cual fue transmitada por el canal de televisión Fox el 11 de enero de 2009. El especial fue dirigido por Morgan Spurlock.

## Contenido
La película examina el "fenómeno cultural" de Los Simpsons e incluye entrevistas con el personal y con la afición de la serie.

## Producción

### Antecedentes

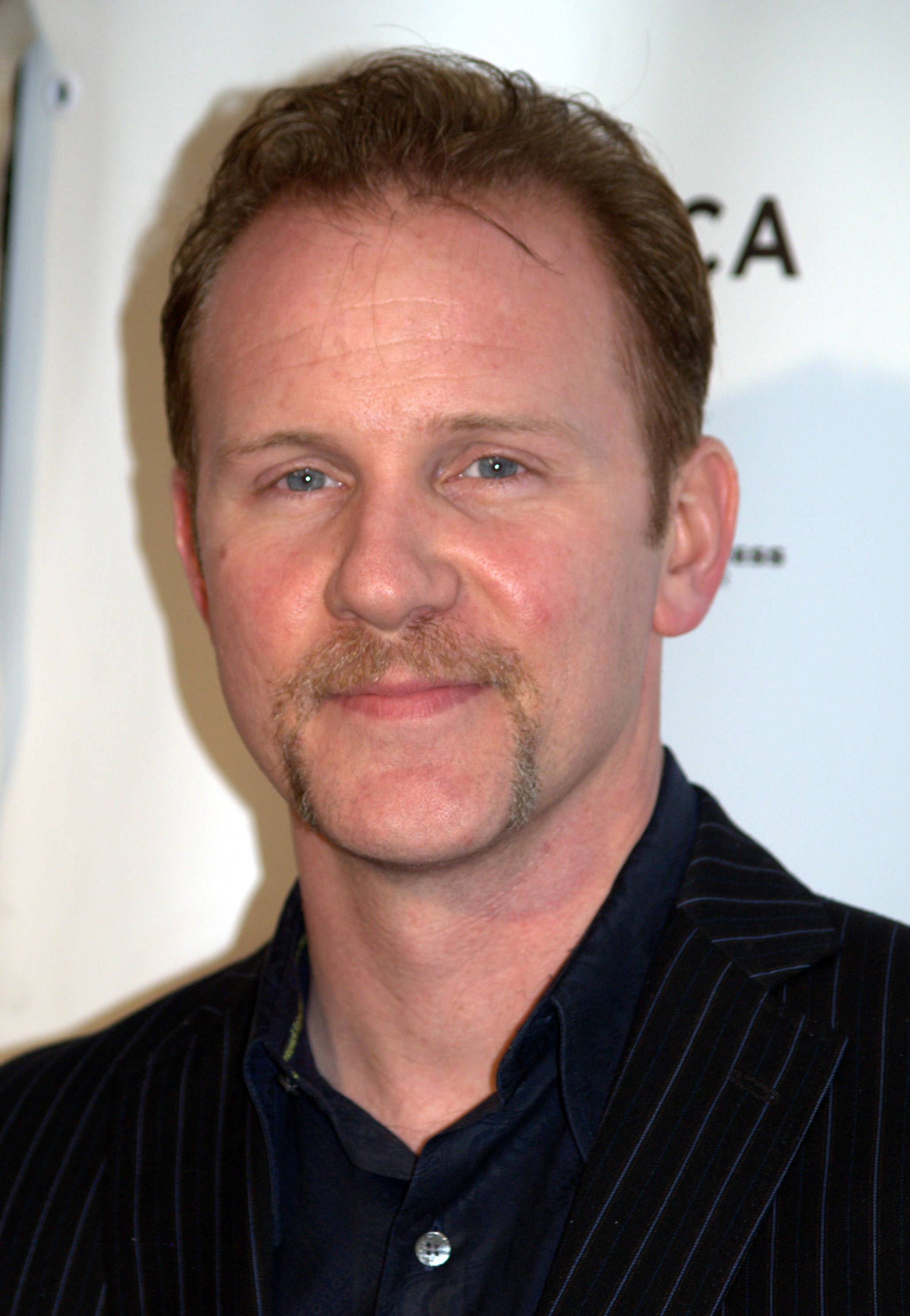
El Director de televisión Morgan Spurlock ha sido un fan de The Simpsons desde sus días de universidad.

En el año 2009, para celebrar el aniversario 20 del estreno de Los Simpsons, Fox anunció que una celebración de un año de duración de la exposición titulada "Best. 20 Years. Ever." se extendería desde el 14 de enero de 2009 a 14 de enero de 2010.
Morgan Spurlock recibió Un premio de la Academia director de cine documental nominado a (Mejor Largometraje Documental por Super Size Me, en 2004) y es un fans de Los Simpsons desde sus días de universidad, se le pidió dirigir el especial de febrero de 2009.Los productores de Los Simpson quedaron impresionados con una secuencia animada en 2008 la película de Spurlock ¿En dónde diablos está Osama? y decidieron pedirle que dirija el especial. Spurlock aceptó inmediatamente la oferta, describiendo la oportunidad como "la mejor cosa que jamás podría llegar a hacer en mi carrera". El especial fue anunciado a finales de julio de 2009. Los productores pasaron varios meses para decidir sobre el contenido y el formato de la película. Spurlock cree que "la razón de que [los productores] lo hayan llamado [a él], para empezar era no tener un espectáculo que sería un gusto a mano, Pat-a todos-on-the-back especial, es por eso que el enraizamiento de las personas que mantienen este espectáculo en el aire durante los últimos 20 años es importante." Fue originalmente programado para el aire el 14 de enero de 2010, exactamente veinte años después de la primera emisión de "Bart the Genius". Sin embargo, se demostró el 10 de enero de 2010 junto "Once Upon a Time in Springfield", que fue promocionado como el episodio de los 450 años de la serie.
A pesar de su promoción como una emisión de evento especial, The Simpsons 20th Anniversary Special – In 3-D! On Ice! según las indicaciones de Spurlock como un componente de la temporada de la serie de producción 20. Por lo tanto, recibió un episodio de Los Simpson el código de producción (LABF21, que aparece en los créditos finales), un número de producción más alto que el episodio que se emitió junto a él ("Once Upon a Time in Springfield", LABF20).

## Rodaje
El especial incluye entrevistas con los fanes de diez a quince países. El rodaje del especial se inició en la Convención Internacional de Cómics de San Diego en San Diego. Un casting para los aficionados se llevó a cabo el 25 de julio de 2009, con la esperanza de encontrar "algunos de los más increíbles super fans de que el mundo haya visto jamás." basado en el episodio "E-I-E-I-(Annoyed Grunt)", el hombre con la mayor cantidad de tatuajes de Los Simpson y una pareja que tenía una boda con temas de Los Simpsons.